# Provinz Ghardaia
Die Provinz Ghardaia (arabisch ولاية غرداية, DMG Wilāyat Ġardāya, tamazight ⴰⴳⴻⵣⴷⵓ ⵏ ⵜⴰⵖⴻⵔⴷⴰⵢⵜ Agezdu n Taɣerdayt; auch Ghardaya oder Ghardaïa) ist eine Provinz (wilaya) im mittleren Algeriens. Hauptstadt der Provinz ist Ghardaia.
Die Provinz umfasst die Oasenregion des Mzab in der Sahara und hat eine Fläche von 31.211 km².
Die Bevölkerung setzt sich zu einem Gutteil aus Mozabiten zusammen, die eine eigene Berbersprache, Mzab-Wargla, sprechen. Die Bevölkerungszahl beträgt 301.951 (Statistik 2008), was eine Bevölkerungsdichte von rund 9,7 Einwohnern pro Quadratkilometer ergibt.
Im Dezember 2019 wurde der Südteil der Provinz Ghardaia abgetrennt und die eigenständige Provinz El Meniaa geschaffen. Die Anzahl der Kommunen verringerte sich von 13 auf 10.

## Kommunen
In der Provinz liegen folgende Kommunen als Selbstverwaltungskörperschaften der örtlichen Gemeinschaft:
| Code ONS | Kommune           | Arabisch     | Bevölkerung 2008 | Fläche (km²) |
| -------- | ----------------- | ------------ | ---------------- | ------------ |
| 4701     | Ghardaia          | غرداية       | 93.423           | 306          |
| 4703     | Dhayet Bendhahoua | ضاية بن ضحوة | 12.643           | 2.175        |
| 4704     | Berriane          | بريان        | 30.200           | 2.610        |
| 4705     | Metlili           | متليلي       | 40.576           | 7.300        |
| 4706     | El Guerrara       | القرارة      | 59.514           | 2.900        |
| 4707     | El Atteuf         | العطف        | 14.752           | 750          |
| 4708     | Zelfana           | زلفانة       | 10.161           | 2.220        |
| 4709     | Sebseb            | سبسب         | 2.437            | 5.640        |
| 4710     | Bounoura          | بونورة       | 35.405           | 810          |
| 4713     | Mansoura          | منصورة       | 2.840            | 6.500        |